# 埃琳·斯马特
埃琳·斯马特（Erinn Smart，1980年1月12日—），生于纽约，美国女子击剑运动员，主攻花剑。她曾参加2004年和2008年两届奥运，其中在2008年北京奥运中获得了女子花剑团体的银牌。